# Fiktive personer i True Blood
True Blood er en amerikansk tv-drama-serie skabt og produceret af Alan Ball. Den er baseret på The Southern Vampire Mysteries af Charlaine Harris.
Denne artikel omfatter de vigtigste personer (dvs. en person, spillet af et vigtig cast medlem), såvel som enhver tilbagevendende vampyr, og alle andre figurer der dukke op i mindst fire episoder.

## Væsentlige medvirkende

### Hovedpersoner
| Navn | Skuespiller / skuespillerinde | Medvirkende i sæson | Tilbagevendende i sæson |  |
| --- | ----------------------------- | ------------------- | ----------------------- |  |
| Sookie Stackhouse | Anna Paquin                   | 1, 2, 3, 4          | -                       |  |
| Sookie Stackhouse er en telepatisk servitrice i en lille bys restaurant / bar og hovedpersonen i serien. På grund af hendes evner, har hun svært ved at danne varige menneskelige relationer. Hun bliver involveret i et romantisk forhold til en vampyr, Bill, ved at opdage, at hun ikke kan læse hans tanker. Dette forhold med et overnaturligt væsen forårsager en masse polemik i hendes lille by. Gennem Bill, finder hun selv ind i en verden af væsener og overnaturlige konflikt, der overgår hendes værste mareridt. Hun har boet sammen med sin bedstemor, Adele Stackhouse, siden barndommen, efter hendes forældre døde. Efter Adele død Sookie arver hjemmet. Det bliver åbenbaret i sæson 3, at Sookie er en del Fe, en anden race af overnaturlige væsener, der er almindeligt menes at have været drevet til udryddelse af vampyrer, der drænede dem for deres blod for at få evnen til at gå i solen og ikke brænde. Dette feer almindeligvis refererer til som "at stjæle deres lys", og dermed har en tydelig frygt og had til vampyrer. Det er fra feer, at Sookie arvet hendes telepatiske kræfter, magiske lys og tilsyneladende lækre smagende blod. Sookie kommer i kontakt med et fællesskab af feer, der bor i en skjult verden i Bon Temps, og efter at have lært om Bill forræderi i slutningen af sæson 3, går hun med til at slutte sig til dem i deres magiske verden kun for at lære det var et trick som feerne bruger for at holde alle mennesker med Fe DNA i Feverden. Sookie vender tilbage til Bon Temps for at lære et år er gået, selv om for hende, det var kun flere minutter. |                               |                     |                         |  |
| Bill Compton | Stephen Moyer                 | 1, 2, 3, 4          | -                       |  |
| Bill Compton er en vampyr som er romantisk involveret med Sookie. Han blev skabt under den amerikanske borgerkrig mod sin vilje, Bill viser mere medfølelse for menneskers liv end mange andre vampyrer. Han er giver udtryk for sine følelser og holder fast i minderne om sin fortid som menneske, en adfærd, der er unikke blandt hans vampyr jævnaldrende. Selvom ham ikke er en meget gammel vampyr, er Bill ganske kraftfuld og blev henvist til af Russell Edgington som en af de mest lovende vampyrer i Amerika. Bill risikerer hans liv og position i vampyr samfundet at beskytte Sookie fra dem, der ønsker at drage fordel af hendes Fe herkomst. Det er afsløret i sæson 3 og antydet i sæson 2, at Bills oprindelige formål med at vende tilbage til Bon Temps var for at finde ud af, om Sookie var en Fe og i givet fald aflevere hende til dronning Sophie Anne, til hvem han på dette tidspunkt var loyal overfor, så hun kunne dræne Sookie blod og få evnen til at gå i solen og ikke brænde. Hun kan have fundet ud af, Sookie er Fe herkomst fra Hadley, Sookies kusine, der er en favorit menneskelige følgesvend af dronningen, som måske uforvarende har afsløret oplysninger om Sookie evner. Da Sookie opdager, hvad hun mener at være den sande årsag til Bill interesse for hende, forviser hun ham fra hendes liv. Kort efter ankommer Dronningen til Bills hus i Bon Temps og forventede at han ville udlevere Sookie til hende, da han nægter begynder de to en duel til døden. Ved at lave en aftale med Nan Flanngan, får Bill dronningen dræbt af menneskelige snigskytter og bliver den nye konge i Louisiana. I de tidlige episoder er det afsløret, at Bill havde en menneskeligt kone og to børn (Tom og Sarah), før han blev vampyr. Kort tid efter at være blevet skabt vender Bill tilbage til sin familie i sin desperation for at se dem en sidste gang. Han opdager, at hans søn for nylig er død af sygdom (kopper). Efter at havde set hans tårer af blod ved hans søn død bliver hans kone hysterisk på hvilket tidspunkt Lorena, den vampyr der skabte Bill, træder ind og glamors hende. Og Bill forlader sin menneskelige familie sammen med Lorena for evigt. Skæbnerne af Bills kone og unge datter, som ikke var til stede ved sin hjemkomst, er uklare, selv om Adele Stackhouse henviser til den nyligt afdøde tidligere ejer af Bill familiehjem som den sidste Compton i Bon Temps, som kan have været en efterkommer af Bills datter. Men, i episode 4 i fjerde sæson, Starter Bill et seksuelt forhold til Portia Bellefleur (søster til Sheriff Bellefleur) og ved et møde med hendes bedstemor, finder han ud af, at hun er efterkommer af hans datter Sarah, og dermed bryder han med Portia. |                               |                     |                         |  |
| Sam Merlotte | Sam Trammell                  | 1, 2, 3, 4          | -                       |  |
| Sam Merlotte er ejer af Merlottes, hvor Sookie arbejder. I løbet af første sæson, er Sam præget af hans beundring og loyalitet over Sookie Stackhouse. Da Bill Compton bliver involveret med Sookie, tager han åbent afstand fra deres forhold, på trods af hans indledende støtte af vampyr rettigheder, om vampyrer og mennesker skal være adskilt, om de er lig med eller uden føler. Sam er en shape shifter og ses ofte overvåge Sookie i form af en hund, og det er den første overnaturlige introduceret til serien, der ikke er en vampyr. Bill er formentlig, klar over, at Sam er en Shifter, hvilket tyder på i episode 1, da Sam er den eneste, der kan beskytte Sookie, mens han er væk, og viser en kulde til Sam i hans hund form. På grund af sin natur, er Sam målet for en Mænade i anden sæson. Sam blev adopteret som en baby, og i den tredje sæson, udforsker han sin familie baggrund og møder hans noget tilbagestående biologiske familie, som består af hans alkoholiske far, hans manipulerende mor og rå yngre bror. Sams mor og bror har begge evnen til at Shifte men ikke hans far. Sams adoptivforældre forlod ham, da han var teenager efter at have oplevet sin første forvandling til en beagle. Han kom hjem for at finde at de var flyttet, og havde efterlad alle hans ejendele. Det er fra hans adoptivfar på hans dødsleje, at han lærer identiteterne af hans biologiske forældre at kende og han bliver advaret af hans adoptivmor, om at de er dårlige mennesker, og han er bedre tjent med ikke at kende dem. Sam lider af vrede og har en mørkere skjult fortid. |                               |                     |                         |  |
| Jason Stackhouse | Ryan Kwanten                  | 1, 2, 3, 4          | -                       |  |
| Jason Stackhouse er Sookie er ikke alt for lyse, selv involveret bror, der er på vagt og altid klar til at forsvare og beskytte Sookie. Han er formand for et vejcrew i løbet af dagen, og er kendt for at forfører kvinderne i Bon Temps om natten. I løbet af første sæson, er han den hovedmistænkte i mordene på fire kvinder, som alle har en forbindelse til ham. Efter døden af sin V-narkoman kæreste Amy, kommer han til at tro, at han er ansvarlig for mordene. Han søger derefter tilflugt i Fellowship of the Sun, en anti-vampyr kirke, der godkender, hvad de tror, er hans forbrydelse at dræbe fangbangers. I løbet af anden sæson, bliver Jason kort et aktivt medlem af fællesskabet, men senere forlader han det. I tredje sæson, udvikler han et forhold til et overnaturligt væsen, Crystal Norris, og tænker at blive medlem af politiet. Crystal er tvunget til at forlade byen med sin forlovede, men Jason lover at finde hende. Ligesom sin søster Jason er også en del Fe selvom han ikke synes at have arvet nogle af de særlige evner, som Sookie besidder. Men nogle spekulere, at hans potentiale Fe "evne" er den seksuelle magnetisme, som mange feer besidder. I sæson 4 er han betjent ved Bon Temps politi og varetager af werepanthers tilholdssted Hot Shot. |                               |                     |                         |  |
| Tara Thornton | Rutina Wesley                 | 1, 2, 3, 4          | -                       |  |
| Tara Thornton har været Sookie Stackhouse bedste ven siden de var børn. Tara voksede op i et meget krænkende hjem med en alkoholisk mor, og finder derfor det svært at passe ind i det normale samfund eller at stole på folk. Hun er meget dygtig til at læse folk og tager konstant afstand fra andre ved at tale om sine observationer ærligt og tydeligt. Som et resultat, har hun svært ved at holde på et job, indtil hun bliver bartender på Merlottes. I den første sæson, døjer Tara med sin alkoholiske mor og i sidste ende betaler hun for at hendes mor kan få en faux eksorcisme fra "Miss Janette", der viser sig at være en kassedame på et apotek i en nærliggende by, og ude på at snydere dem. Før opdagelsen af denne fidus, vender Tara tilbage til Miss Janette for at få hendes egen eksorcisme, som hun mener, vil sætte sit liv på rette spor. I løbet af denne eksorcisme ritual Tara ser sig selv som et barn med sorte øjne, selv om dette senere bliver afsløret at det have været Marianne bevidsthed der var tiltrukket af den åndelige magt ritual. I den anden sæson, er hun under indflydelse af Mænade Marianne Forrester, der manipulerer hende til et intenst forhold til en mand ved navn Eggs (Benedict). Eggs bliver skudt af Jason, som indrømmer til Andy Bellefleur sin i skyld i mordet som Marianne tvang ham til at gøre, mens han var under hendes indflydelse. Efter at have mistet den eneste mand, hun nogensinde havde elsket forsøger Tara at begå selvmord i den tredje sæson ved at tage piller selvmordsforsøget stoppes af Lafayette. Senere bliver Tara bortført af en vampyr med vrangforestillinger, han tror at hun elsker ham. Han holder hende i fangenskab i mange dage, selv om han tager hende med til det palæ hvor Russell Edginton bor, da han arbejder for ham, han har planer om at gøre hende til en vampyr. Til sidst undslipper hun vampyren ved at narre ham til at lade hende drikke hans blod, så hun ville få kræfter til at smadre hans kranie med et af de våben, der prydede væggen i deres værelse. Dette betyder imidlertid ikke at hun dræber ham, og han kommer efter hende, for at til sidst at blive dræbt af Jason på Merlottes. Tara ender traumatiseret af sine oplevelser og efter at have opdaget, at det var Jason som dræbte Eggs, hun skærer hendes hår af og forlader Bon Temps. I sæson 4, er Tara flyttet til New Orleans og arbejder som et bur-fighter, og er i et forhold med en anden bokser, Naomi. I sæson 4 finale, bliver Tara skudt i side af hendes hoved under et forsøg på at redde Sookie fra Debbie. Sookie samler hende op fra en sø af Taras eget blod, vugger hende og skreg om hjælp. Det vides endnu ikke, om hun er i live eller ej.     |                               |                     |                         |  |
| Lafayette Reynolds | Nelsan Ellis                  | 1, 2, 3, 4          | -                       |  |
| Lafayette Reynolds, Taras fætter, som er kok på Merlottes er en narkohandler, et medlem af Jason Stackhouse vejcrew, og en homoseksuel prostitueret. I løbet af første sæson, bliver han set sælge vampyr blod. På grund af dette, fanger Eric ham og torturerer ham i anden sæson, kun til at instruere ham om at sælge vampyrblod igen i tredje sæson, på dronningens ordrer. I tredje sæson, bliver Lafayette introduceret til en mandlig heks, Jesus, der bliver hans romantiske interesse. Jesus arbejder som sygeplejerske for Lafayette mor, Ruby (Alfre Woodard), som er aggressivt kristen og psykisk syge, selvom hun ofte har øjeblikke af uventede klarhed. I sæson 4 begynder Lafayette at udforske Wicca med sin kolleger kæreste / heks Jesus. Lafayette bliver dræbt i slutningen af den første roman i serien. Men i True Blood, bliver han frelst på grund af den store popularitet af hans karakter og for at hjælpe med at udvide Tara Thornton rolle i serien. Under casting, havde Alan Ball bekymring for, at figurens seksualitet ville være et for dominerende træk ", fordi du ikke ønsker at finde en person, der kommer til at spille det på en falsk måde". Nelsan Ellis siger, at det tog ham nogle få episoder til at finde karakteren. Ellis siger, at han bygger mange af Lafayettes manerer på hans mor og hans søster, og at kostymerne også hjælper ham med at komme i karakter I have more makeup on than any of the females in the cast. Once they get me with the fake eyelashes and the eye makeup, I listen to some Rihanna and I'm there. — Nelsan Ellis, The Philadelphia Enquirer |                               |                     |                         |  |
| Eric Northman | Alexander Skarsgård           | 1, 2, 3, 4          | -                       |  |
| Eric Northman er sheriffen af område 5, et vampyr-distriktet i Louisiana. En svensk vikingekriger i livet, han er over 1.000 år gammel og er et magtfuldt medlem af vampyr samfundet. Han ejer vampyrbaren, Fangtasia, i Shreveport, og udvikler en interesse i Sookie Stackhouse efter at have opdaget hendes unikke evne til at læse tanker i løbet af første sæson. Han anmoder om Sookie tjeneste til at finde en tyv i den første sæson, så hverver han hende igen i den anden sæson, for at forsøge at hente sin Skaber Godric, en meget gammel vampyr som er forsvundet i Dallas. Hans tiltrækning til Sookie bliver mere tydeligt, da han narrer hende til at drikke af hans blod. I tredje sæson, beskytter han Sookie fra et varulv angreb og bliver opsat på at hævne sig på vampyr kongen Russell Edgington, efter at have opdaget, at Russell var den vampyr der dræbte hans menneskelige familie, før Eric selv blev til en vampyr. Erics far bliver vist hvor han bærer en krone, der blev taget af Russell Edgington og tilføje til hans samling, der tyder på, at Erics familie kan have været tidlige svenske adelige eller kongelige. I sæson 4 han køber Sookie hus, mens hun er væk i feland og bliver forbandet af Marnie, mens han prøver at lukke hendes Coven. Han står tilbage, uden erindring om, hvem han er og bliver taget ind af Sookie. Eric viser mere følsomhed over for Sookie og de to forelsker sig i hinanden. Han er konfronteret med Marnie igen, der forbander ham for at dræbe Bill. Sookie bruger sine evner til at stoppe Eric fra at dræbe Bill, hvilket frigør ham fra Marnies kontrol og genoprette hans erindringer fra før og under hans hukommelsestab. Mens hans gamle personlighed er vendt tilbage, er han stadig forelsket i Sookie. Eric og Bill arbejder sammen for at stoppe Marnie. Efter at have stoppet hende, bliver Eric og Bill begge afvist af Sookie, der elsker dem begge. Nan kommer på besøg, og hun afslører, at både Eric og Bill er blevet dømt til den sande Døden. Men hun afslører også, at hun har startet et oprør mod myndigheden efter at hun selv er blevet dømt og beder dem om at deltage. Da hun truer Sookie, halshugger Eric hendes vagter til at distrahere hende, så Bill kan spyede hende. |                               |                     |                         |  |
| Pam | Kristin Bauer                 | 3, 4                | 1, 2                    |  |
| Pamela Swynford De Beaufort, der almindeligvis omtales som Pam, gjort til en vampyr af Eric omkring et århundrede før begivenhederne i serien, bliver indført i løbet af første sæson, som hans loyale (omend dovne) assistent og udsmider på Fangtasia. Selvom Pam baggrund stort set ikke er blevet udforsket i True Blood, taler hun og Eric lejlighedsvis til hinanden på svensk. Hun har også hævdet, at hun plejede at være en prostitueret "for lang, lang tid siden". Kynisk og tilsyneladende blottet for følelser for andre end Eric, hun er ofte ved hans side, selvom hun ikke ledsage ham til Dallas i den anden sæson, formentlig hun fik besked på at køre Fangtasia i Eriks fravær. Efter Lafayette er helbredt ved Eriks blod, hverver Pam ham til at sælge V for Eric. Gennem hele serien, viser Pam ofte lesbisk tendenser og er endda set udfører en seksuel handling på den nye kvindelige danser på Fangtasia som senere bliver jaloux på Pam for hendes nære forhold til Eric. I sæson tre Pam blev kortvarigt holdt fanget og tortureret af Magister, der prøvede på at finde ud af, hvem der solgte V hun afslørede ingenting, yderligere beviser for stor loyalitet over for Eric. Hun græd tårer af blod, da Eric forsøgte at brænde Russell Edgington i solen og sig selv i processen. Det er første gang hun bliver set at vise dybe følelser. I sæson fire, efter hun finder ud af om hændelsen med Eric og heksene hun går efter dem og kræver, at Marnie fjerner forbandelsen som hun har kastet på Eric. Marnie forsøger at samarbejde i starten, men bliver igen besat af heksen Antonias ånd, og kaster en forbandelse over Pam der får hendes ansigt til at rådne, hvilket efterlader Pam forfærdet. |                               |                     |                         |  |
| Jessica Hamby | Deborah Ann Woll              | 2, 3, 4             | 1                       |  |
| Jessica Hamby er en ung vampyr skabt af Bill som en del af hans straf for mordet på en kollega vampyr ved slutningen af den første sæson. Efter at være blevet opdraget i en alt for streng kristen familie, nyder hun den frihed, der følger med til at være en vampyr, men hendes små fornærmede holdning prøver ofte Bills tålmodighed. På Bill anmodning, og det fleste at tiden i sæson 1 bor hun på Fangtasia sammen med Pam og Eric, der tilsyneladende lod hende drikke af en mand med tatoveringer og piercinger, selv de bliver hurtigt frustreret og irriteret over hende og sender hende tilbage til Bill ikke længe efter. I løbet af sæson to, finder Jessica en kærlighed interesse i Hoyt Fortenberry, men han ender deres forhold efter at hun angreb hans mor. I løbet af tredje sæson, gør Jessica flere ung-vampyr fejltagelser, som ved et uheld dræner en person til døden. Til sidst genoptager hun hendes romance med Hoyt og flytter ind hos ham. Jessica er en figur eksklusivt til serien, hun er ikke med i Southern Vampire Mysteries. Jessica er i stigende grad frustreret over den konstante genvækst af hendes mødom efter sex, bemærkede vredt at hun vil være jomfru for evigt |                               |                     |                         |  |
| |                               |                     |                         |  |

### Andre personer

#### Bon Temps beboere
| Navn | Skuespiller / skuespillerinde | Medvirkende i sæson | Tilbagevendende i sæson |  |
| --- | ----------------------------- | ------------------- | ----------------------- |  |
| Bud Dearborne | William Sanderson             | 1, 2, 3             | -                       |  |
| Bud Dearborne er sheriffen af Renard Parish og en gammel ven af Sookie og Jasons afdøde forældre. Mens han er godt respekteret i byen Bon Temps, han gør alt for at vise sin afsky for vampyrer og protegere vokalt om Sookies forhold til Bill. Han tror ikke at Jason er morderen i første sæson. På trods af den åbenlyse respektløshed, han viser Bill, skælder han regelmæssigt Andy ud for at være uretfærdig og partisk i sin omgang med mistænkte. I den anden sæson, undersøger han mordene på Miss Jeanette og Daphne. Hans forsøg på at identificere og lokalisere deres morder kompliceres af uhyrlige opførsel Bon Temps beboere, mens de er under Maryann indflydelse. I tredje sæson, fratræder Bud sin stilling efter endnu et mord finder sted, og efterlader Andy Bellefleur som chef. |                               |                     |                         |  |
| |                               |                     |                         |  |

#### Overnaturlige væsener
| Navn | Skuespiller / skuespillerinde | Medvirkende i sæson | Tilbagevendende i sæson |  |
| --- | ----------------------------- | ------------------- | ----------------------- |  |
| Jesus Velasquez | Kevin Alejandro               | 3, 4                | -                       |  |
| Jesus Velasquez bliver indført i den tredje sæson som en potentiel kærlighed interesse til Lafayette. Han blev født i Catemaco, Veracruz, Mexico, et berømt sted, fuld af "brujos". Han arbejder som sygeplejerske på den mentale institution, hvor Lafayette mor er en patient. Ved deres første møde, synes han at får en umiddelbar interesse i Lafayette, efterfulgt af et personligt besøg i Merlottes for at tilbringe tid sammen med Lafayette, mens han er på arbejde. Selv om de kan lide hinanden, forlader han Lafayette, da han finder ud af Lafayette er narkohandler. Da Lafayette ringer til Jesus for at få hjælpe med sin mor, antændes deres tiltrækning igen, og de tilbringer natten sammen. Jesus betror sig til Lafayette og fortæller at han er en "Brujo" (eller "heks") og tilskynder ham til at udvikle sin egen Wiccan talenter. I sæson 4, bliver han afsløret for at være en Wiccan elev af Marnie Stonebrook. Jesus er lavet eksklusivt til serien, og blev udviklet for at hjælpe med at udvide Lafayettes historie. I sæson 4 finale, dræber Marnie Jesus for at få han magt. Hans spøgelse besøger senere Lafayette at trøste ham. |                               |                     |                         |  |
| |                               |                     |                         |  |

#### Sæson antagonister
| Navn | Skuespiller / skuespillerinde | Medvirkende i sæson | Tilbagevendende i sæson |  |
| --- | ----------------------------- | ------------------- | ----------------------- |  |
| Rene Lenier/Drew Marshall | Michael Raymond-James         | 1                   | 3, 4                    |  |
| Rene Lenier er indført som en Cajun bosiddende i Bon Temps, en medarbejder og ven af Jason, selvom det ikke er afsløret, indtil sæsonen finale, Rene er den vigtigste antagonist sæson 1. I første omgang er han portrætteret som en hovedperson, der godkender at Sookie dater en vampyr. Han bliver forlovet med Arlene og er bredt respekteret i Bon Temps. Men Sookie kommer i sidste ende til at formode, at han er gerningsmanden bag en række mord der involverer kvinder som er forbundet med vampyrer. Hun finder ud af Rene, hvis rigtige navn var Drew Marshall, tidligere havde boet i Bunkie, Louisiana, men flygtede fra byen efter at have dræbt hans søster Cindy, en "fangbanger". Nu taler han med en udtalt Cajun accent og leve under en falsk identitet, han brugte Jason som en intetanende kilde til viden om kvinder, der har sovet med vampyrer. Mod slutningen af sæsonen, realisere nogle personer ud over Sookie at Rene er morderen, og når han i sidste ende kommer efter Sookie, springer både Sam og Bill hende til undsætning. Sookie dræber Rene i selvforsvar, Arlene finder ud af senere at hun er gravid med hans barn og bliver meget bekymret over at bære et ”ondt barn". Rene vises sig, for Arlene i sæson 4 finale og advarer hende om "ham". Uanset om han var oprigtig eller om det var Terry, han mente står det tilbage tvetydig. |                               |                     |                         |  |
| |                               |                     |                         |  |